# Завдзька-Воля
Завдзька-Воля (пол. Zawdzka Wola) — село в Польщі, у гміні Ласін Ґрудзьондзького повіту Куявсько-Поморського воєводства.
Населення — 152 особи (2011).
У 1975-1998 роках село належало до Торунського воєводства.

## Демографія
Демографічна структура станом на 31 березня 2011 року:
|          | Загалом | Допрацездатний вік | Працездатний вік | Постпрацездатний вік |
| -------- | ------- | ------------------ | ---------------- | -------------------- |
| Чоловіки | 78      | 26                 | 44               | 8                    |
| Жінки    | 74      | 19                 | 44               | 11                   |
| Разом    | 152     | 45                 | 88               | 19                   |